# Newton Falls (Ohio)
Pour les articles homonymes, voir Newton.
Newton Falls est un village de l'agglomération régionale de Youngstown–Warren–Boardman. Il se trouve sur les bords de la rivière Shenango dans le comté de Trumbull (Ohio). Sa population est de Modèle:Uniré selon le recensement de 2000. Le village est connu pour son code postal inhabituel (44444) ainsi que son pont couvert, le deuxième plus vieux de l'Ohio et le seul avec un trottoir. Newton Falls doit son nom aux deux chutes d'eau, de deux branches de la rivière Mahoning, qui s'y trouvent.
Lors de l’éruption de tornades le 31 mai 1985 en Ontario, Ohio, Pennsylvanie et New York, une tornade d'intensité F5 a frappé la région, faisant des dégâts importants et tuant nombre de personnes.